# عیوض‌لی (قبادلی)
عیوض‌لی (ترکی آذربایجانی: Eyvazlı) یک منطقهٔ مسکونی در جمهوری آذربایجان است که در استان کاشاتاق واقع شده‌است.